# Elisabeth von Hessen-Darmstadt (1864–1918)

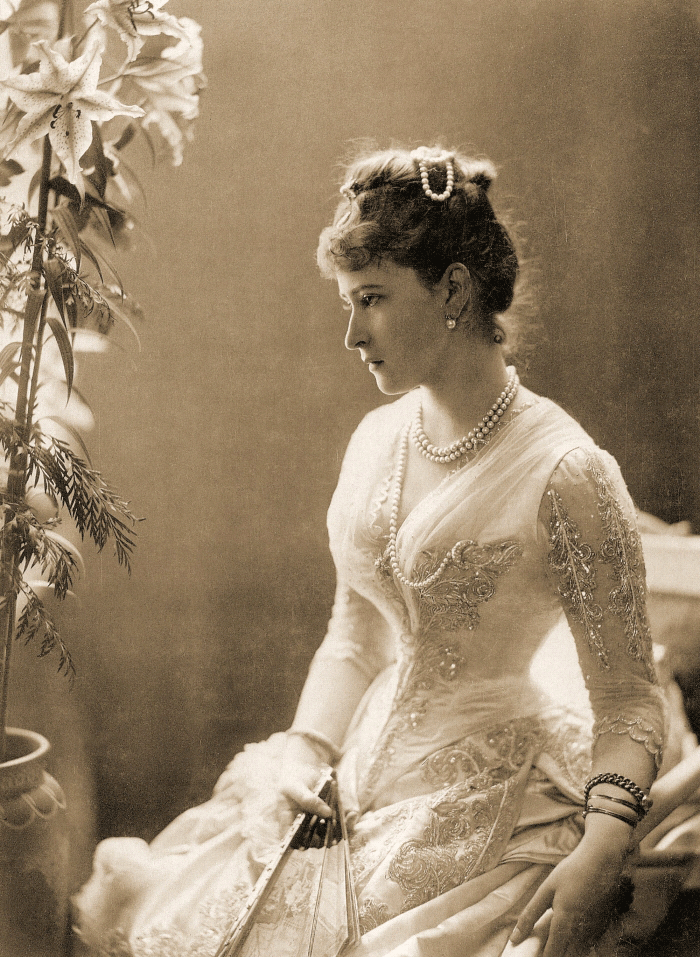
Elisabeth von Hessen-Darmstadt (1887)

Prinzessin Elisabeth Alexandra Luise von Hessen-Darmstadt und bei Rhein, Großfürstin Jelisaweta Fjodorowna VA (russisch Елизавета Фёдоровна, Schreibweise vor 1918 Елисавета Ѳеодоровна; * 1. November 1864 in Darmstadt; † 18. Juli 1918 in Alapajewsk, RSFSR), war eine deutsche Prinzessin und Enkelin von Königin Victoria. Sie war die ältere Schwester der letzten russischen Zarin Alexandra und durch Heirat mit Großfürst Sergei Alexandrowitsch auch selbst Mitglied der kaiserlichen Familie von Russland.
Nachdem ihr Mann 1905 einem Attentat zum Opfer gefallen war, wandte sie sich verstärkt der russisch-orthodoxen Kirche zu, in die sie 1891 übergetreten war. Sie gründete das Martha-Maria-Kloster in Moskau und stand ihm als Äbtissin vor. In den Wirren des Bürgerkriegs in Russland wurde sie 1918 zusammen mit anderen Mitgliedern der Zarenfamilie verbannt und ermordet. Heute wird sie in der russisch-orthodoxen Kirche als Neumärtyrin und Heilige verehrt (5. Juli). Die russisch-orthodoxe Kirche verwendet die alte Schreibweise des Namens Jelissaweta Feodorowna (russisch Елисавета Феодоровна). Auch die anglikanische Staatskirche nennt sie eine Märtyrerin des 20. Jahrhunderts und widmete ihr ein Bildnis am Westportal der Westminster Abbey in London.

## Leben

### Frühe Jahre

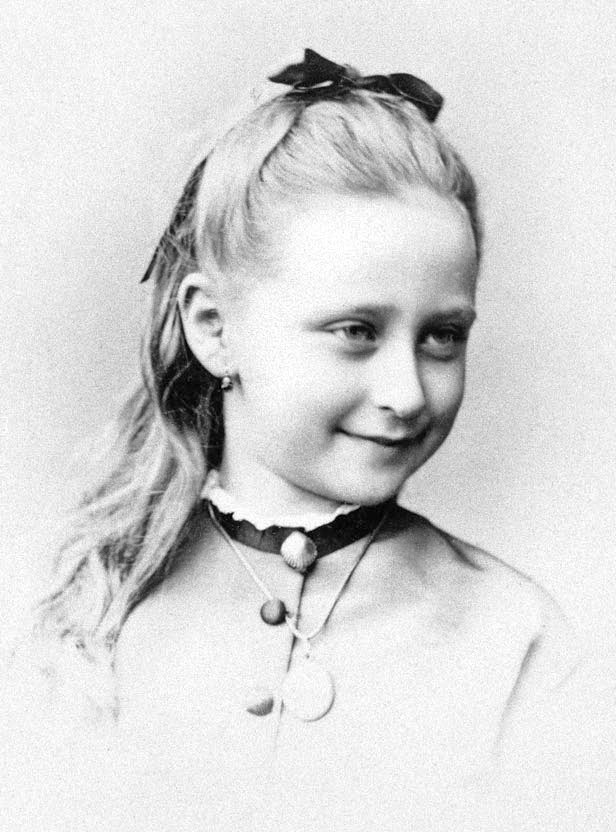
Prinzessin Elisabeth als Kind (1871)

Elisabeth von Hessen-Darmstadt wurde am 1. November 1864 als zweite Tochter des großherzoglichen Paares Ludwig und Alice von Hessen-Darmstadt geboren. Mit vollem Namen hieß sie Elisabeth Alexandra Luise Prinzessin von Hessen und bei Rhein, die Familie rief sie schlicht Ella. Die Kinder des Großherzogs erhielten eine sehr strenge Erziehung und wurden zur Bescheidenheit angehalten. Neben einer guten Ausbildung legte der hessische Hof Wert auf Religiosität. Einen großen Einfluss auf die Erziehung der großherzoglichen Kinder übte auch Königin Victoria von Großbritannien, die Großmutter mütterlicherseits, aus.
Als Elisabeth vierzehn Jahre alt war, grassierte in Hessen die Diphtherie. Sie blieb als einzige der Geschwister verschont. Ihre erst fünfunddreißigjährige Mutter Alice infizierte sich bei der Pflege der Kinder und starb einen Monat nach dem Tod der vierjährigen Jüngsten Marie. Nach dem Tod der Mutter musste Elisabeth zusammen mit ihrer älteren Schwester Viktoria die Obhut über die jüngeren Geschwister übernehmen.

### Elisabeth in Russland

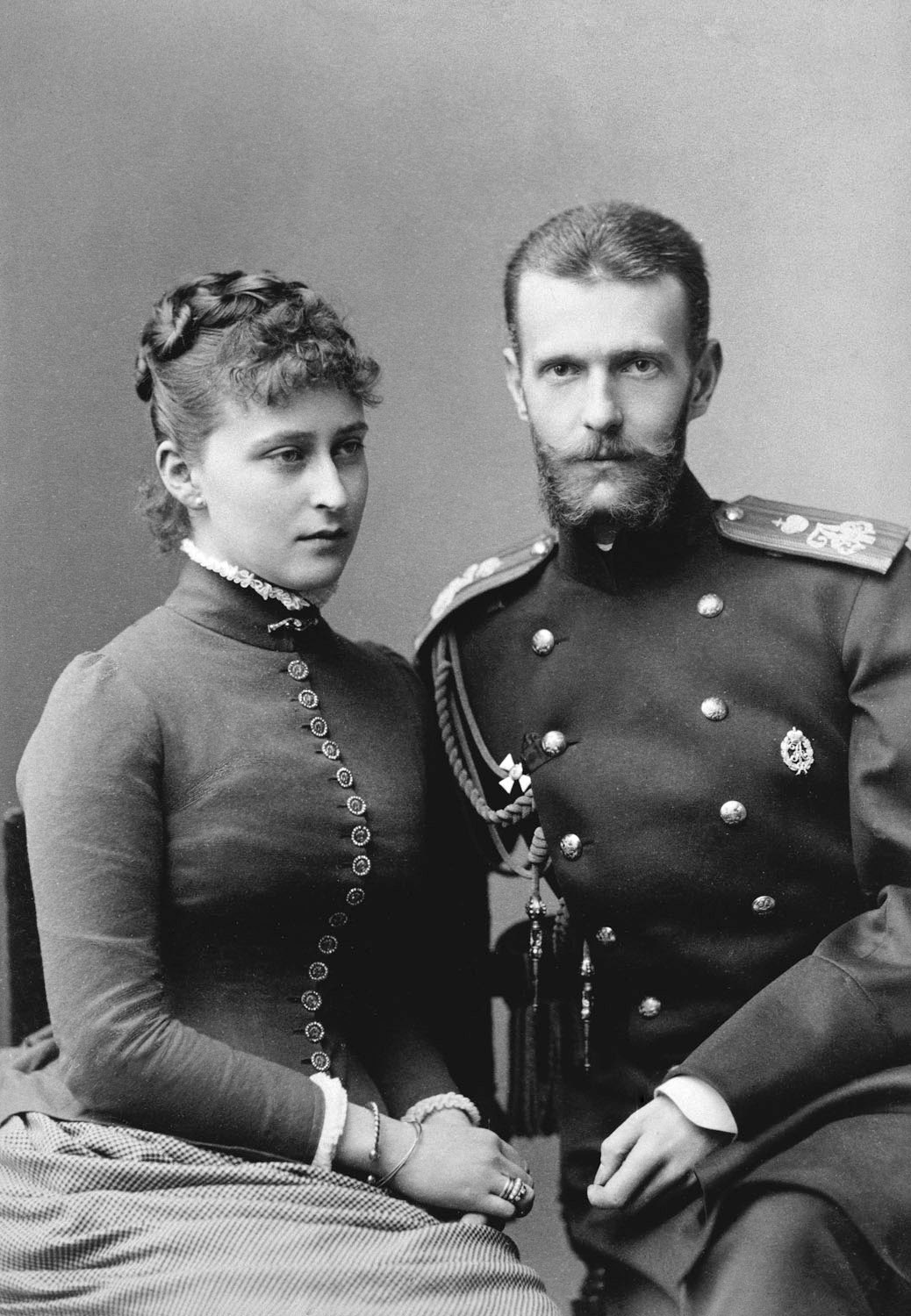
Elisabeth und Sergei im März 1884

Die junge Prinzessin hatte viele Verehrer. Einer von ihnen, der auch um ihre Hand anhielt, war ihr Cousin, der spätere deutsche Kaiser Wilhelm II. Zum russischen Hof bestand nicht zuletzt seit der Zarin Marie von Hessen-Darmstadt, einer Schwester ihres Großvaters, eine besondere Beziehung. Elisabeth verliebte sich auf einem der zahlreichen Familientreffen in den russischen Großfürsten Sergei Alexandrowitsch Romanow, den fünften Sohn von Zar Alexander II. und Bruder von dessen Nachfolger Zar Alexander III. Sergei eilte ein schlechter Ruf voraus. Mit seiner rauen Art und seinem herrischen Auftreten galt er als Sonderling. Elisabeths Verwandtschaft stand dieser Verbindung ablehnend gegenüber. Insbesondere Königin Viktoria, die bereits den Erbprinzen Friedrich von Baden als Bräutigam ausgewählt hatte, erhob Einwände. Sie hegte Vorbehalte gegen Russland und die Romanows, hielt die Zaren für Tyrannen und betonte, Russland fehle es an einer parlamentarischen Monarchie. In ihre Ablehnung dürfte auch Russlands gegen englische Interessen gerichtete Politik in Asien mit eingeflossen sein. Gegen alle Widerstände setzte Elisabeth ihre Liebesheirat durch. Das Paar heiratete am 3.jul. / 15. Juni 1884greg. in der Kapelle des Winterpalastes in Sankt Petersburg. Auf ihrer Hochzeit lernte Elisabeths Schwester Alix den russischen Thronfolger Nikolaus Alexandrowitsch kennen. Elisabeths Russisch-Lehrerin wurde Catharina Schneider.
Elisabeth führte mit dem grundlos eifersüchtigen Sergei eine unglückliche Ehe, die kinderlos blieb. Als jedoch ihre Schwägerin Alexandra, Ehefrau von Sergeis Bruder Paul, 1891 kurz nach der Geburt ihres zweiten Kindes verstarb, nahmen sie deren Kinder Maria und Dmitri zeitweise in Pflege. Als Paul 1902 aufgrund seiner Heirat mit Olga Palei ins Exil gehen musste, kamen sie erneut zu ihnen in Pflege.
Im Gegensatz zu den meisten ausländischen Ehefrauen russischer Großfürsten war Elisabeth nicht vor der Hochzeit zur russisch-orthodoxen Kirche übergetreten. Im Oktober 1888 reiste Elisabeth gemeinsam mit Sergei und Paul nach Palästina und wohnte unter anderem der Weihe der Maria-Magdalena-Kirche in Jerusalem bei, Tage später legten sie und ihr Gatte den Grundstein der Apostel-Petrus-Kirche in Abu Kabir. Auf dieser Reise fasste sie den Entschluss, der Konfession ihres Mannes beizutreten. Am 12. April 1891 trat sie in die russisch-orthodoxe Kirche ein und war fortan in Russland unter dem Namen Großfürstin Jelisaweta Fjodorowna bekannt. Sie selbst behielt ihren alten Vornamen bei.

Großherzog Ernst Ludwig von Hessen-Darmstadt mit seinen Schwestern und Schwägern am 8. Oktober 1903: (von links) Ernst Ludwig, Zarin Alexandra Feodorowna und Zar Nikolaus II. von Russland; Prinzessin Irene Luise Maria Anna und Prinz Heinrich von Preußen; Großfürstin Jelisaweta Fjodorowna und Großfürst Sergei Alexandrowitsch Romanow; Prinzessin Viktoria Alberta Elisabeth Mathilde Marie und Prinz Ludwig Alexander von Battenberg

1891 erhob Zar Alexander III. Sergei Alexandrowitsch zum Generalgouverneur von Moskau. Der konservative Sergei verwaltete Moskau in einem despotischen Stil. Besonderes Augenmerk legte er auf die Verfolgung von Anhängern revolutionärer Ideen. In Moskau waren, wie auch in anderen russischen Städten, Kreise von Intellektuellen, Sozialisten, Kommunisten und Anarchisten entstanden, die die Autokratie in Russland zu beenden versuchten. Nikolaus II. hielt wie sein Vater an der autokratischen Regierungsform fest. Dies und die infolge der Industrialisierung aufgetretenen sozialen Probleme sowie der Russisch-Japanische Krieg führten zur Revolution von 1905. Am 9.jul. / 22. Januar 1905greg. kam es in St. Petersburg zu Demonstrationen von Arbeitern für eine Volksvertretung, Bodenreformen und bessere Arbeitsbedingungen, die im Petersburger Blutsonntag eskalierten. Sergeis harter Kurs in Moskau blieb vor diesem Hintergrund nicht ohne Folgen.
Am 4. Februar 1905 verübte Iwan Kaljajew, ein Terrorist der revolutionären Bewegung, ein Attentat auf den Großfürsten. Im Kreml nahe dem Nikolaus-Tor explodierte eine Bombe, die den Großfürsten Sergei Alexandrowitsch sofort tötete. Unmittelbar nach diesem Mord suchte die Witwe fünf Tage lang Trost im Gebet.
Vor der Beerdigung besuchte sie den Attentäter im Gefängnis und überreichte ihm eine Ikone. Bei ihrem Gespräch mit Kaljajew bezeichnete dieser ihren Mann als Unterdrücker und Werkzeug der Tyrannei. Elisabeth widersprach ihm:
„Ihr irrt, mein Mann liebte das Volk und dachte nur an dessen Wohl. Daher ist euer Verbrechen nicht gerechtfertigt. Lasst ab von eurem Hochmut und bereut.“
Ihre Hoffnung, der Attentäter werde sein Unrecht einsehen, erfüllte sich nicht. Trotzdem richtete sie ein Gnadengesuch an ihren Schwager Zar Nikolaus II. Doch der Verurteilte selbst lehnte eine Begnadigung ab, da er hoffte, dass sein Tod der revolutionären Bewegung weiteren Auftrieb geben würde.

### Äbtissin Elisabeth
Das Attentat stellte einen Wendepunkt im Leben der Großfürstin dar. Nach dem Trauerjahr entschied sie sich, ihr Leben den Leidenden und Armen zu widmen. Sie teilte ihren gesamten Besitz auf und behielt nicht einmal ihren Ehering. Ein Teil ging an die Krone, ein anderer an Verwandte und den größten Teil benutzte sie für ihre wohltätige Arbeit.

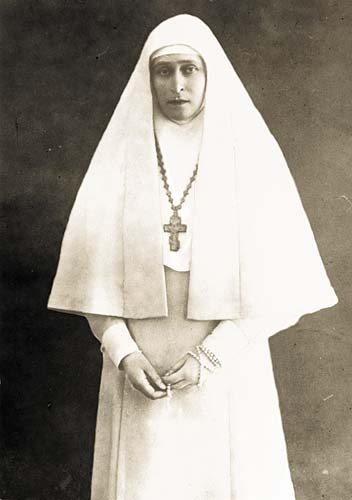
Elisabeth, Äbtissin des Martha-Maria-Klosters der Barmherzigkeit in Moskau

Elisabeth gründete an der Großen Ordynka in Moskau ein Kloster. Sie hatte die Vision eines neuen Schwesterntyps, der Gebet und Sozialarbeit nach dem Vorbild der Diakonissen vereinigte. Die Konservativen der orthodoxen Kirche betrachteten die Ideen der Großfürstin mit Argwohn und warfen ihr protestantische Tendenzen vor. In den daraufhin angepassten Regeln für die Schwesternschaft wurde auf umstrittene Punkte wie die Diakonissenweihe gänzlich verzichtet, und die Zweifel konnten ausgeräumt werden. So entstand die Gemeinschaft der Schwestern der Liebe und Barmherzigkeit. Das Martha-Maria-Kloster der Barmherzigkeit begann mit seiner Tätigkeit am 10. Februar 1909. Die strengen Regeln und Pflichten der Schwestern galten auch für die Äbtissin Elisabeth. Am Gründungstag sagte sie:
„Ich verlasse die schillernde Welt, in der ich eine hohe Stellung eingenommen habe, und jetzt bin ich zusammen mit Euch dabei, hinabzusteigen in eine viel größere Welt – die Welt der Armen und Leidenden.“
Zum Kloster gehörte ein Krankenhaus, in dem Bedürftige kostenlos behandelt wurden, eine Apotheke, ein Waisenhaus sowie eine Bibliothek. Die Schwestern versorgten Kranke unentgeltlich mit Medikamenten und speisten Arme und Bedürftige.
Als Äbtissin sah Elisabeth sich den Traditionen der russisch-orthodoxen Kirche verbunden und lehnte übertriebenen Mystizismus ab. Dies zeigte sich unter anderem darin, dass sie Bewerberinnen für die Schwesternschaft ablehnte, die ihr von Visionen und mystischen Erfahrungen berichteten. Diese Überzeugung entfremdete sie auch von ihrer Schwester, der Zarin Alexandra, da sie auch den Wunderheiler und Wanderprediger Rasputin entschieden ablehnte. Elisabeth verwendete sich 1917 bei Zar Nikolaus II. sogar für die Mörder Rasputins, speziell für ihren Neffen und einstigen Pflegesohn Dmitri Pawlowitsch Romanow.
In ihrem Brief an Nikolaus II. schrieb sie:
„… zehn Tage habe ich täglich immer wieder für euch alle gebetet, … Auch der Name dieses unglückseligen Mannes war auf meiner Liste, damit Gott ihn erleuchten möge.- Als ich zurückkam, hörte ich die Nachricht, dass Felix ihn getötet hat, … was er durchgemacht haben muss, diese Tat zu vollbringen, und wie er von Patriotismus bewegt beschlossen hat seinen Herrscher und sein Land vor dem zu retten, worunter alle litten …“
1914 begann der Erste Weltkrieg, und einige Schwestern des Klosters begaben sich an die Front und arbeiteten in Feldlazaretten. Die Großfürstin sammelte auf teils von ihr selbst organisierten Wohltätigkeitsveranstaltungen Spenden für Kriegsversehrte und deren Angehörige.
Die Februarrevolution von 1917 beendete die Zarenherrschaft in Russland, und Elisabeths Schwager Nikolaus II. musste abdanken. Die politischen Umbrüche hatten auf das Leben im Kloster zunächst keinen Einfluss. Elisabeth sorgte sich aber um ihre Verwandten, die im Alexanderpalast in Zarskoje Selo unter Hausarrest standen. Sie hielt mit ihrer Schwester Alexandra Kontakt, auch noch in deren Tobolsker Verbannung, allerdings unter erheblich erschwerten Bedingungen.

### Nach der Oktoberrevolution
Folgen für das Kloster und die Großfürstin selbst ergaben sich erst mit der Machtergreifung der Bolschewiki in der Oktoberrevolution von 1917. Die Bolschewiki betrachteten das Kloster als „Brutstätte des Aberglaubens“. Bald sahen sich das Kloster und seine Äbtissin Schikanen ausgesetzt. Ihr einstiger Verehrer Kaiser Wilhelm II. versuchte, Elisabeth zur Flucht aus Russland zu bewegen. Aber diese lehnte es ab, ihre neue Heimat zu verlassen.
Während des beginnenden Russischen Bürgerkriegs wurde sie im April 1918 zuerst nach Perm und anschließend nach Jekaterinburg verbannt. Dem Vorsitzenden des Exekutivkomitees des örtlichen Gebietssowjets Alexander Beloborodow waren im Mai 1918 zu viele Romanows in der Stadt, und so ließ er einige nach Alapajewsk verlegen, unter anderem auch Elisabeth. Dort ließ man sie mit fünf anderen Verwandten der Zarenfamilie in einer kleinen Schule wohnen. Der in Perm unter Hausarrest stehende Großfürst Michail wurde am 13. Juli von der örtlichen Tscheka erschossen. Die Ereignisse in Perm, von der Tscheka als Flucht getarnt, nahm der Gebietssowjet zum Anlass, die Lebensumstände der verbannten Romanows zu verschärfen. Die Tscheka betrachtete Elisabeth und ihre Mitverbannten fortan als Gefangene.

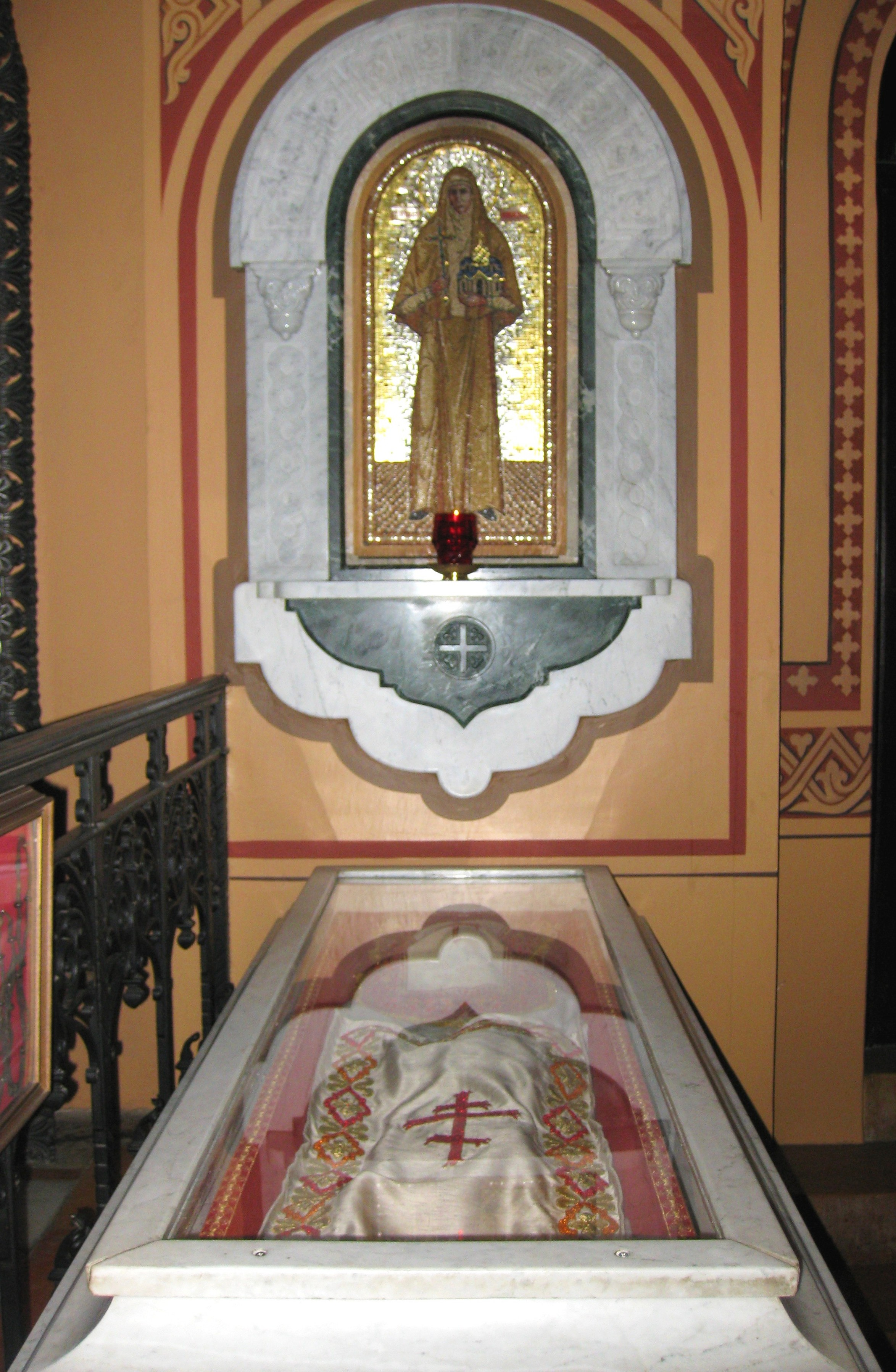
Grab in der Maria-Magdalenenkirche in Jerusalem

Am späten Abend des 17. Juli 1918, einen Tag nach der Ermordung der Zarenfamilie in Jekaterinburg, ermordete die Tscheka auch die Romanows in Alapajewsk sowie die Nonne Warwara (Barbara) Jakowlewa, die mit ihrer Äbtissin die Verbannung geteilt hatte. Die Todgeweihten wurden zu einer stillgelegten Grube gebracht und in einen Schacht gestoßen. Die letzten Worte, die Elisabeth Fjodorowna noch zu ihren Mördern gesagt haben soll, waren jener Vers aus der Bibel (Lk 23,34 ), den sie schon auf den Grabstein ihres Mannes Sergei hatte setzen lassen:
„Herr, vergib ihnen, denn sie wissen nicht, was sie tun!“
Drei Monate später behauptete eine weißgardistische Untersuchungskommission, dass der Kopf eines der getöteten jungen Männer (Prinz Johann Konstantinowitsch) sorgfältig mit dem Kopftuch der Großfürstin verbunden gewesen sei, die offenbar trotz ihrer eigenen tödlichen Verletzungen noch versucht habe, die Not ihres Leidensgenossen zu lindern. Dies gilt heute jedoch als widerlegt.
Bei der Vertuschung der nächtlichen Ereignisse von Alapajewsk bediente sich die Tscheka einer ähnlichen Methode wie zuvor bei der Erschießung des Großfürsten Michail. Die örtlichen Bolschewiki ließen verbreiten, dass weiße Banditen die inhaftierten Romanowprinzen sowie die Großfürstin Elisabeth Fjodorowna entführt hätten und die sofort eingeleitete Suche nach den Entführten ergebnislos verlaufen sei.
Nach der (vorübergehenden) Einnahme des Gebiets durch die Tschechoslowakischen Legionen bargen diese die Leichen und identifizierten sie. Beim Rückzug überführte sie die Weiße Armee nach Tschita in Sibirien. Die Leichen der zusammen mit Elisabeth ermordeten Romanowprinzen fanden ihre letzte Ruhestätte in Peking. Die sterblichen Überreste Elisabeths und ihrer Mitschwester wurden auf Betreiben ihrer Schwester Viktoria von Hessen-Darmstadt, der Marchioness of Milford Haven, 1920/1921 durch die britische Regierung von Peking nach Palästina gebracht und im russisch-orthodoxen Maria-Magdalenenkloster in Jerusalem begraben.
Das Moskauer Martha-Maria-Kloster der Barmherzigkeit wurde 1926 endgültig geschlossen und die Schwestern nach Zentralasien deportiert.

## Nachwirkungen

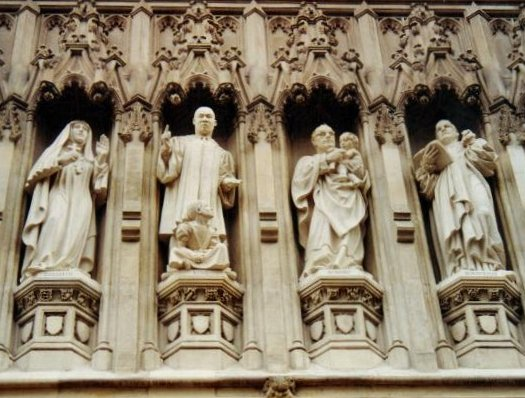
Statue Elisabeths (ganz links) und anderer Märtyrer des 20. Jahrhunderts am Westportal von Westminster Abbey in London

Die erhaltenen Gebäude des Konvents an der Odrynka wurden 1992 der Kirche zurückgegeben. Nach langen Auseinandersetzungen um Grundstück und Gebäude konnten die ersten Schwestern im Mai 1994 den Konvent neu gründen; sie erhielten 1995 den Segen des Patriarchen Alexius II. Das Kloster ist heute eine Gedenkstätte für Elisabeth, aber auch ein Zentrum sozialer und karitativer Arbeit. Bereits 1949 gründete Elisabeths Nichte Alice von Battenberg, die Mutter von Prinz Philip, auf der griechischen Insel Tinos eine Maria-Martha-Schwesternschaft nach dem Vorbild ihrer Tante. Wie diese wurde auch sie später in Jerusalem beigesetzt.
Elisabeth wurde 1981 aufgrund der Umstände ihres Todes gemeinsam mit anderen Opfern des Kommunismus von der russisch-orthodoxen Exilkirche zur Heiligen erklärt. Das Moskauer Patriarchat der russisch-orthodoxen Kirche folgte der Auslandskirche 1992. Das Kloster der Heiligen Elisabeth in Minsk ist nach ihr benannt, ebenso wie das Kloster der Heiligen Elisabeth in Prioziorje (Oblast Kaliningrad) und das Kloster der heiligen Großfürstin Elisabeth in Buchendorf.
Das Heiligenbildnis Elisabeths ist eines von zehn Märtyrern des 20. Jahrhunderts, die über dem Westportal der Westminster Abbey angebracht wurden.

## Vorfahren
| Ahnentafel von Elisabeth von Hessen-Darmstadt | Ahnentafel von Elisabeth von Hessen-Darmstadt                                                                              | Ahnentafel von Elisabeth von Hessen-Darmstadt                                                                     | Ahnentafel von Elisabeth von Hessen-Darmstadt                                                                     | Ahnentafel von Elisabeth von Hessen-Darmstadt                                                                     | Ahnentafel von Elisabeth von Hessen-Darmstadt                                                                     | Ahnentafel von Elisabeth von Hessen-Darmstadt                                                                     | Ahnentafel von Elisabeth von Hessen-Darmstadt                                                                           | Ahnentafel von Elisabeth von Hessen-Darmstadt                                                                     |
| --------------------------------------------- | --- | --- | --- | --- | --- | --- | --- | --- |
| Ururgroßeltern                                | Großherzog Ludwig I. von Hessen und bei Rhein (1753–1830) ⚭ 1777 Luise Henriette Karoline von Hessen-Darmstadt (1761–1829) | Karl Ludwig von Baden (1755–1801) ⚭ 1774 Amalie von Hessen-Darmstadt (1754–1832)                                  | König Friedrich Wilhelm II. von Preußen (1744–1797) ⚭ 1769 Friederike von Hessen-Darmstadt (1751–1805)            | Friedrich V. (Hessen-Homburg) (1748–1820) ⚭ 1768 Karoline von Hessen-Darmstadt (1746–1821)                        | Herzog Franz von Sachsen-Coburg-Saalfeld (1750–1806) ⚭ 1777 Gräfin Auguste Reuß zu Ebersdorf (1757–1831)          | Herzog August von Sachsen-Gotha-Altenburg (1772–1822) ⚭ 1797 Luise Charlotte zu Mecklenburg (1779–1801)           | König Georg III. von Großbritannien und Irland (1738–1820) ⚭ 1761 Sophie Charlotte von Mecklenburg-Strelitz (1744–1818) | Herzog Franz von Sachsen-Coburg-Saalfeld (1750–1806) ⚭ 1777 Gräfin Auguste Reuß zu Ebersdorf (1757–1831)          |
| Urgroßeltern                                  | Großherzog Ludwig II. von Hessen und bei Rhein (1777–1848) ⚭ 1804 Wilhelmine von Baden (1788–1836)                         | Großherzog Ludwig II. von Hessen und bei Rhein (1777–1848) ⚭ 1804 Wilhelmine von Baden (1788–1836)                | Wilhelm von Preußen (1783–1851) ⚭ 1804 Maria Anna Amalie von Hessen-Homburg (1785–1846)                           | Wilhelm von Preußen (1783–1851) ⚭ 1804 Maria Anna Amalie von Hessen-Homburg (1785–1846)                           | Herzog Ernst I. von Sachsen-Coburg und Gotha (1784–1844) ⚭ 1817 Luise von Sachsen-Gotha-Altenburg (1800–1831)     | Herzog Ernst I. von Sachsen-Coburg und Gotha (1784–1844) ⚭ 1817 Luise von Sachsen-Gotha-Altenburg (1800–1831)     | Edward Augustus, Duke of Kent and Strathearn (1767–1820) ⚭ 1818 Victoire von Sachsen-Coburg-Saalfeld (1786–1861)        | Edward Augustus, Duke of Kent and Strathearn (1767–1820) ⚭ 1818 Victoire von Sachsen-Coburg-Saalfeld (1786–1861)  |
| Großeltern                                    | Karl von Hessen-Darmstadt (1809–1877) ⚭ 1836 Elisabeth von Preußen (1815–1885)                                             | Karl von Hessen-Darmstadt (1809–1877) ⚭ 1836 Elisabeth von Preußen (1815–1885)                                    | Karl von Hessen-Darmstadt (1809–1877) ⚭ 1836 Elisabeth von Preußen (1815–1885)                                    | Karl von Hessen-Darmstadt (1809–1877) ⚭ 1836 Elisabeth von Preußen (1815–1885)                                    | Albert von Sachsen-Coburg und Gotha (1819–1861) ⚭ 1840 Königin Victoria von Großbritannien und Irland (1819–1901) | Albert von Sachsen-Coburg und Gotha (1819–1861) ⚭ 1840 Königin Victoria von Großbritannien und Irland (1819–1901) | Albert von Sachsen-Coburg und Gotha (1819–1861) ⚭ 1840 Königin Victoria von Großbritannien und Irland (1819–1901)       | Albert von Sachsen-Coburg und Gotha (1819–1861) ⚭ 1840 Königin Victoria von Großbritannien und Irland (1819–1901) |
| Eltern                                        | Großherzog Ludwig IV. von Hessen und bei Rhein (1837–1892) ⚭ 1862 Alice von Großbritannien und Irland (1843–1878)          | Großherzog Ludwig IV. von Hessen und bei Rhein (1837–1892) ⚭ 1862 Alice von Großbritannien und Irland (1843–1878) | Großherzog Ludwig IV. von Hessen und bei Rhein (1837–1892) ⚭ 1862 Alice von Großbritannien und Irland (1843–1878) | Großherzog Ludwig IV. von Hessen und bei Rhein (1837–1892) ⚭ 1862 Alice von Großbritannien und Irland (1843–1878) | Großherzog Ludwig IV. von Hessen und bei Rhein (1837–1892) ⚭ 1862 Alice von Großbritannien und Irland (1843–1878) | Großherzog Ludwig IV. von Hessen und bei Rhein (1837–1892) ⚭ 1862 Alice von Großbritannien und Irland (1843–1878) | Großherzog Ludwig IV. von Hessen und bei Rhein (1837–1892) ⚭ 1862 Alice von Großbritannien und Irland (1843–1878)       | Großherzog Ludwig IV. von Hessen und bei Rhein (1837–1892) ⚭ 1862 Alice von Großbritannien und Irland (1843–1878) |
| Elisabeth von Hessen-Darmstadt                | | | | | | | | |

- für die weitere Genealogie siehe Stammliste des Hauses Hessen
- für die Familie ihres Mannes Sergei Romanow siehe Stammliste des Hauses Oldenburg